# Julius Petersen
Julius Peter Christian Petersen (Sorø, Zelândia Ocidental, 16 de junho de 1839 — Copenhague, 5 de agosto de 1910) foi um matemático dinamarquês.
Sepultado no Cemitério Vestre.